# Laride e Timbro
Laride e Timbro sono due personaggi dell'Eneide.

## Il mito

### Le origini
Laride e Timbro sono due giovani latini, gemelli, talmente identici da venire scambiati l'un con l'altro da tutti, persino dal loro padre Dauco. Entrambi sono tra gli italici che muovono guerra ai troiani di Enea sbarcati nel Lazio.

### La morte
Indistinguibili fin dalla nascita, solo di fronte alla morte i due gemelli subiscono una differenziazione: vengono infatti assaliti in combattimento da Pallante, il quale con la spada donatagli dal padre Evandro decapita Timbro e recide la mano destra a Laride, che non riceve il colpo di grazia ma viene abbandonato agonizzante. Virgilio si sofferma poi a descrivere il macabro palpeggiare della mano amputata sulla spada.
 " Vos etiam, gemini, Rutulis cecidistis in aruis, 

Daucia, Laride Thymberque, simillima proles,

indiscreta suis gratusque parentibus error;

at nunc dura dedit uobis discrimina Pallas.

nam tibi, Thymbre, caput Euandrius abstulit ensis;

te decisa suum, Laride, dextera quaerit

semianimesque micant digiti ferrumque retractant. " 
(Publio Virgilio Marone, Eneide, libro X, vv.390-96)
 " Anche voi cadeste, gemelli, nei campi rutuli,

Laride e Timbro, somigliantissimi figli di Dauco; i vostri

non vi distinguevano, e l'abbaglio era gradito ai genitori;

ma ora Pallante vi inferse un crudele divario:

a te, o Timbro, la spada di Evandro recise la testa;

a te, o Laride, la destra troncata cerca il padrone,

e vibrano le dita morenti e palpeggiano il ferro " 
(traduzione di Luca Canali)

## Interpretazione e realtà storica
La sorte di queste due giovani vittime, come quella di altri guerrieri morti prematuramente - Almone, Serrano, Eurialo e Niso e lo stesso Pallante - non può che far breccia nell'animo sensibile del poeta. Ma qui il pathos raggiunge il culmine col ricordo dei momenti felici vissuti da Laride e Timbro nel loro ambiente familiare. Il destino avverso spinge ora la coppia di gemelli allo scontro con un loro coetaneo; sullo sfondo restano le due figure di padri, Dauco ed Evandro, il quale ha donato a Pallante la spada con cui uccide i suoi nemici, mentre un'altra spada, quella impugnata da Laride (il vero protagonista dell'episodio) accorso per vendicare la morte del fratello, finisce a terra con la mano recisa del giovane.
L'immagine di Laride morente è molto simile a quella del giovane sacerdote troiano Ipsenore nell'Iliade, anche se quest'ultimo subisce l'amputazione mortale mentre fugge e le dita della mano mozzata non vengono pervase da movimenti raccapriccianti:
 " E del fiume Scamandro il sacerdote 

Ipsenore, che dio parve alle genti,

e magnanima prole era dell'alto 

Dolopione, ebbe alle spalle un colpo 

di che il brando d'Euripilo, fendendo 

l'omero e il braccio, gli mozzò la mano.

Ei la vedea sul prato, e intorno agli occhi

la Parca gli piovea tenebre eterne ". 
(Iliade, libro V, traduzione di Ugo Foscolo)

## Curiosità
- Nella traduzione di Arnaldo Arnaldi I. Tornieri, il nome del padre dei due gemelli è storpiato in "Glauco".

## Omaggi
- Tre crateri del satellite Dione sono stati chiamati come i gemelli e il loro padre (Cratere Larides, Cratere Thymber, Cratere Daucus).

### Fonti
- Publio Virgilio Marone, Eneide, libro X, versi 391-396.

### Traduzione delle fonti
- Rosa Calzecchi Onesti, Eneide, Testo a fronte, Torino, Einaudi, 1989, ISBN 88-06-11613-4.
- Onorato Castellino, Vincenzo Peloso, Eneide, sesta edizione, Torino, Società Editrice Internazionale, 1972., Traduzione di Annibal Caro